# Пјевам дању, пјевам ноћу
„Пјевам дању, пјевам ноћу” је југословенски мјузикл први пут приказан 16. маја 1979. године. Режирао га је Јован Ристић који је заједно са Душаном Савковићем написао и сценарио.

## Улоге
| Глумац            | Улога |
| ----------------- | ----- |
| Здравко Чолић     |       |
| Арсен Дедић       |       |
| Корнелије Ковач   |       |
| Кемал Монтено     |       |
| Душан Радовић     |       |
| Локица Стефановић |       |
| Јелена Тинска     |       |